# Aulogymnus obscuripes
Aulogymnus obscuripes är en stekelart som först beskrevs av Mayr 1877.  Aulogymnus obscuripes ingår i släktet Aulogymnus och familjen finglanssteklar. Arten är reproducerande i Sverige. Inga underarter finns listade.